# 半琴叶风毛菊
半琴叶风毛菊（学名：Saussurea semilyrata）是菊科风毛菊属的植物，是中国的特有植物。分布于中国大陆的四川、西藏、云南等地，生长于海拔3,200米至3,900米的地区，多生在林下、灌丛、山坡林缘或草地，目前尚未由人工引种栽培。